# Omeprazol
El omeprazol es un inhibidor de la bomba de protones (IBP), que actúa sobre las células de la mucosa gástrica, inhibiendo hasta un 80% la secreción de ácido clorhídrico (HCl), mediante la inhibición de la salida de protones en la bomba H+/K+- ATPasa de las células parietales de la pared gástrica.
El omeprazol es prescrito en el tratamiento de úlcera péptica y duodenal, esofagitis por reflujo, síndrome de Zollinger-Ellison, reflujo gastroesofágico sintomático, dispepsia ácida, úlceras o erosiones gástricas y duodenales relacionadas con los AINES. También es un coadyuvante en la erradicación de Helicobacter pylori, 

## Historia
En 1973, Gansejl y Forte describieron la bomba de protones o H+K+trifosfatasa de adenosina (ATP asa), en la rana mugidora (Lithobates catesbeianus). Se demostró que esta bomba regula la secreción de ácido clorhídrico de la célula parietal y se buscó la síntesis de moléculas que inhibieran esta bomba para disminuir la secreción de ácido.
En 1975, se inicia experimentalmente el desarrollo de los Inhibidores de la bomba de protones (IBP). Los primeros modelos derivados del benzimidazol, cada uno de ellos con variantes en sus anillos, que los vuelven moléculas de diferentes características, aunque esencialmente, con el mismo mecanismo de acción.  De forma independiente, la compañía farmacéutica japonesa Takeda®, diseñó la 2-piridiltioacetamida (AG-35) y Servier® en Francia, encontró una actividad anti-secretora en derivados de tioamida (incluyendo AG-35) que codificó como CMN-131. Los investigadores eran independientes y, aparentemente, desconocidas entre ellos, concluyendo ambos que dichos compuestos tenían una alta toxicidad en animales.
En 1979, la compañía sueca Aktiebolaget Hässle®, con base de CMN-131, se dedicó a la búsqueda de compuestos con menor toxicidad, eliminando el grupo tioamida e incorporando un anillo benzimidazol, logrando así la síntesis de timoprazol (H 194/26), que tenía el mismo perfil antisecretor sin la toxicidad de sus predecesores; sin embargo, se le atribuyeron efectos adversos como el aumento de volumen tiroideo, por lo que no alcanzó la comercialización. Posteriormente, evolucionó a picoprazol y eventualmente, a partir de él, surgió el omeprazol. Los primeros reportes de eficacia del omeprazol fueron publicados en 1983, después de 2 años de pruebas en humanos. Sin embargo, debido a la asociación durante ese tiempo con carcinogénesis en ratas, se detuvieron las investigaciones, logrando demostrar la no causalidad neoplásica. En 1987 la compañía de AstraZeneca® desarrolla y patenta una formulación estable del omeprazol. En 1988, la empresa comienza la comercialización de este medicamento con el nombre de Losec®.

## Descripción

Figura 1. Estructura bioquímica del omeprazol

El omeprazol es una mezcla racémica compuesta por dos enantiómeros, uno activo (S)-omeprazol, y otro inactivo (R)-omeprazol. La síntesis inicia con la reacción de 5-metiltiobenzimidazol y una molécula de sulfóxido, formando un compuesto intermedio. El compuesto obtenido se trata con cloruro de tionilo para eliminar un grupo hidroxilo y formar un sulfuro, este se somete a una reacción de oxidación para obtener al precursor del omeprazol, finalmente se lleva a cabo una reacción de ciclación intramolecular, lo que la tendrá el omeprazol (ver figura 1). No hay ventaja terapéutica entre el uso de omeprazol y esomeprazol porque la mayor potencia del esomeprazol se puede corregir aumentando la dosis de omeprazol.

## Farmacocinética

### Vías de administración
La administración de este fármaco se realiza por medio de la vía oral y la vía intravenosa

### Absorción
El omeprazol se absorbe rápidamente en el intestino delgado de 3 a 6 horas después de su consumo. Posterior al efecto del primer paso se perderá un 40% del medicamento, por lo que se obtendrá una biodisponibilidad de 35-50%, al duplicar la dosis la biodisponibilidad aumenta hasta un 60%.

### Distribución
El volumen de distribución del omeprazol en pacientes sanos es 0,3 litros/kg. En adultos mayores y pacientes con insuficiencia hepática, el volumen de distribución es ligeramente menor. El omeprazol tiene un pKa= 4, es un ácido débil, que tiene una unión a proteínas plasmáticas del 95%.

### Metabolismo y metabolitos

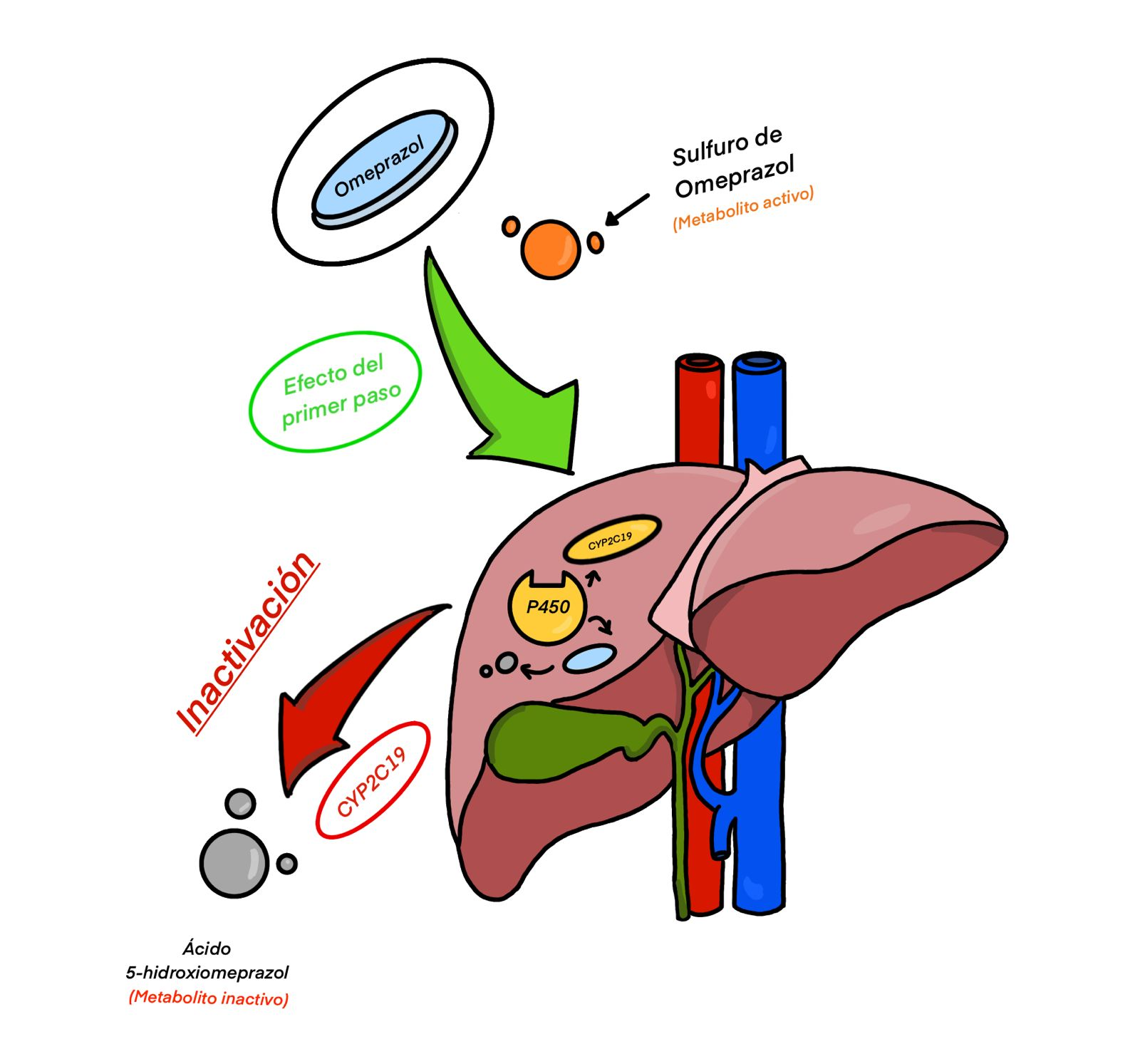
Figura 2. Activación e inactivación del omeprazol.

Ocurre en el hígado a través de enzimas del citocromo P450, como la CYP2C19. Durante el proceso, el omeprazol se transforma en el metabolito activo, el cual es el sulfuro de omeprazol, el cual posee una vida media de activación de 2,8 min, siendo este el responsable de la disminución de secreción de ácido estomacal. Una vez metabolizado en el hígado, se convierte en dos metabolitos inactivos, el sulfon de omeprazol y el ácido 5-hidroxiomeprazol (ver figura 2).

### Excreción
Se elimina completamente del plasma entre dosis consiguientes, sin tendencia a una acumulación durante una administración diaria. Se elimina principalmente por vía renal y fecal, casi el 80% de una dosis de omeprazol se va a excretar como metabolitos en orina y el 20% restante será excretado por heces procedentes de la secreción biliar. Presenta una vida media de eliminación de 40 minutos a 1 hora tras la administración de dosis diarias.

## Farmacodinámica

### Mecanismo de Acción
Mecanismo de funcionamiento de la bomba

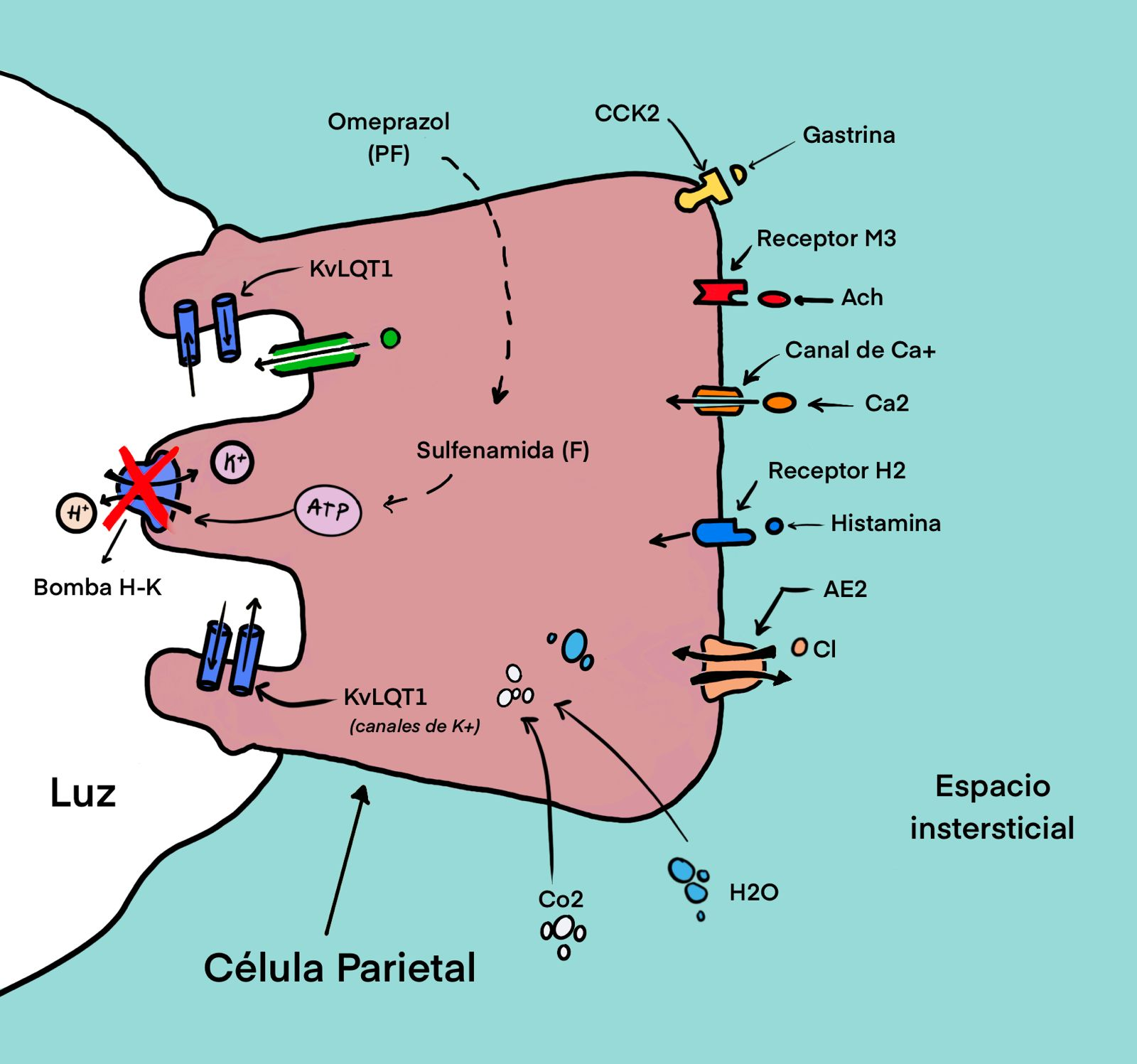
Figura 3. Mecanismo de acción del omeprazol en la célula parietal, con sus receptores y ligandos

En las células parietales, las vías dependientes del cAMP y el Ca2+ activan la H+ , K+ -ATP-asa (la bomba de protones), que intercambia H+ y K+ a través de la membrana de la célula parietal. El intercambio inicia con el ion cloruro que es activamente transportado desde el citosol hacia el lumen del canalículo y los iones de sodio son transportados fuera de los canalículos hacia el citoplasma, creando un potencial negativo que conduce a la difusión de los iones potasio positivamente cargados y un número menor de iones sodio del citoplasma al canalículo. De esta forma el KCl y NaCl entran al canalículo.
El agua se disocia en iones hidrógeno e hidroxil en el citoplasma parietal, los iones hidrógeno son secretados hacia el canalículo en intercambio por iones potasio mediante la H-K-ATPasa. Los iones de sodio son reabsorbidos por otra bomba, de manera que la mayoría del sodio y potasio son difundidos hacia el canalículo, también son reabsorbidos dentro del citoplasma. El HCl es entonces secretado por el extremo abierto del canalículo hacia el lumen glandular. El agua pasa hacia el canalículo mediante ósmosis debido a los iones ya excretados hacia el canalículo. Así, la secreción final contiene agua, HCl (150-160mEq/L), KCl (15mEq/L) y una pequeña concentración de NaCl. Por último, el dióxido de carbono, formado durante el metabolismo celular o proveniente de la sangre, y es combinado bajo la influencia de la anhidrasa carbónica con los iones hidroxil para formar iones bicarbonato, los cuales se difundirán hacia el líquido extracelular en intercambio por iones cloruro. Esta bomba genera un pH intracelular ~ 7.3 y un pH intracanalicular ~ 0.8.
Ingreso del omeprazol a la célula
El omeprazol es una base débil liposoluble, atraviesa la membrana de las células parietales del estómago por difusión pasiva y se acumula en los canalículos secretores de ácido. Allí se activa mediante la formación catalizada por protones de sulfenamida tetracíclica, esto atrapa el fármaco, el cual ya no es lipofílico y cuya carga positiva le impide atravesar la membrana, de manera que no se puede difundir de regreso, por lo que se concentra en el canalículo.
Inhibición de la bomba
La forma activa se une de manera covalente a los grupos sulfhidrilo de las cisteínas en la H+/K+ATPasa, causando la inhibición irreversible la bomba. De esta manera se restringe el ingreso de K+ desde el espacio extracelular hasta la luz canalículo en intercambio con el H+ que pasa desde el citoplasma parietal (ver Figura 3). El cloro, que inicialmente fue transportado desde el citosol hacia el lumen del canalículo, no se une al H + para formar el HCL y no habrá secreción por el extremo abierto del canalículo hacia la luz glandular.
La inhibición es dosis dependiente, afecta tanto la secreción basal como la estimulada. No actúa sobre los receptores histaminérgicos. El tratamiento provoca, al igual que los antagonistas H2, reducción en la acidez del estómago, que implica incremento en la secreción de gastrina proporcional a la reducción de la acidez. Este aumento de la gastrina es reversible.
Respuesta fisiológica
El empleo del omeprazol incrementa el pH gástrico, retarda el vaciamiento gástrico, incrementa la translocación bacteriana, disminuye la viscosidad del moco gástrico, lo que lleva a un aumento de la carga bacteriana, así como cambio en la flora bacteriana, gastrointestinal y respiratoria,  y el riesgo de infecciones respiratorias e intestinales y de colitis por Clostridium.
La unión covalente e irreversible hace que la duración de acción sea de 48 horas; debe tenerse en cuenta que la vida media en el plasma es de 0.5 a 2 horas y se pueden inhibir hasta un 70% de bomba de protones gástrica. Se tarda de 2 a 3 días en llegar a un estado estable, es decir, una inhibición de la secreción ácida gástrica. La vida media de la bomba de protones gástrica, determinará la tasa de recambio, por consiguiente, la duración del efecto. En un periodo de 24 horas, un 20% de nuevas bombas de protones es sintetizada, esto no es uniforme durante dicho periodo, es mayor durante la noche comparada con el día.

### Efectos farmacológicos
Los IBPs son ácidos débiles y son permeables a la membrana plasmática en la forma no ionizada (no protonada) e impermeable en la forma ionizada (protonada). Tienden a acumularse en medios ácidos con un pH<4. En la sangre (pH:7.4), el omeprazol estará en la forma no ionizada, esto facilita la distribución en el organismo. Por el contrario, cuando ingresa al canalículo secretor de la célula parietal, la cual tiene un pH <1, el 99.9% se ioniza, en este estado se tornan impermeables a la membrana celular, no pueden salir y quedan atrapados en dicho lugar.

### Interacciones
El omeprazol altera la absorción o metabolismo de un amplio margen de fármacos.
| Fármacos que interaccionan con Omeprazol | Fármacos que interaccionan con Omeprazol |
| Fármaco                                  | Resultados de la interacción |
| ---------------------------------------- | --- |
| Warfarina, Diazepam, Fenitoína           | Farmacocinética: el omeprazol inhibe la actividad de la enzima CYP2C19, causando un aumento en la concentración del medicamento y un mayor efecto. |
| Aspirina, Clopidogrel,Nelfitavir         | Farmacocinética: el omeprazol inhibe la conversión del fármaco a la forma activa por medio de la enzima CYP2C19, causando una disminución del efecto. |
| Digoxina                                 | Farmacocinética: puede afectar la absorción de la digoxina en el intestino. También inhibe la enzima P-glucoproteína aumentando los niveles de digoxina en el cuerpo. Farmacodinámica: puede aumentar el riesgo de efectos adversos asociados con la digoxina.                                                                         |
| Duloxetina                               | Farmacocinética: el omeprazol también puede inhibir la actividad de las enzimas CYP2D6 y CYP1A2, lo que resulta en una disminución del metabolismo de la duloxetina. Farmacodinámica: aumenta los niveles de duloxetina en el cuerpo y el riesgo de efectos secundarios asociados como náuseas, mareos y cambios en el ritmo cardíaco. |

#### Interacción entre Omeprazol y Clopidogrel
El clopidogrel es una tienopiridina, es usado como antiagregante plaquetario en la prevención de eventos coronarios agudos. Se reportó una interacción farmacológica entre los IBPs y clopidogrel, cuyo resultado sería la disminución del efecto protector contra los eventos coronarios.
Un metaanalísis publicado en el año 2010, analizó 25 estudios, encontrando que la administración de IBPs, como el omeprazol, conjuntamente con clopidogrel incrementó el riesgo de eventos cardiovasculares e infarto de miocardio en un 29% y 31% respectivamente.

## Uso clínico

### Enfermedad por reflujo gastroesofágico
El omeprazol está indicado en el diagnóstico y tratamiento inicial de la enfermedad por reflujo gastroesofágico. Como síntomas clásicos de la enfermedad se tiene la acidez y la regurgitación gástrica, además se tiene como complicaciones graves la estenosis, el esófago de Barrett o el carcinoma esofágico.
El omeprazol ofrece un rápido alivio de los síntomas y favorece la curación de los casos de reflujo gastroesofagico, logrando mejoras en más del 80% de los pacientes. Se estipula que el tratamiento inicial es de 8 semanas, y se recomienda empezar con la dosis mínima efectiva del medicamento. Una vez se logra un control adecuado de los síntomas, se debe reducir a la dosis eficaz más baja. Además, la mayoría de los pacientes requieren un tratamiento continuo. Se recomienda administrar el medicamento entre 30-60 minutos antes de las comidas para una mayor eficacia.
Posología:
- Omeprazol:
  - 20 mg por vía oral una vez al día
- Omeprazol/bicarbonato sódico:
  - 20/1100 mg a 40/1100 mg (cápsula) por vía oral una vez al día
  - 20/1680 mg a 40/1680 mg (polvo) por vía oral una vez al día.[14]

### Síndrome de Zollinger Ellison
El síndrome de Zollinger-Ellison es causado por un tumor neuroendocrino que produce gastrina y provoca una alta producción de ácido gástrico, lo que lleva a una constante formación de úlceras pépticas. Este síndrome puede ser de tipo esporádico o estar asociado con el síndrome de neoplasia endocrina múltiple tipo 1. Los síntomas más comunes incluyen úlceras resistentes a tratamiento, dolor abdominal, diarrea y problemas gastroesofágicos, además se tiene que el gastrinoma metastásico es la principal causa de morbilidad y mortalidad de este síndrome.
Los inhibidores de la bomba de protones (IBP) han demostrado ser muy efectivos en la supresión rápida y prolongada de la acidez gástrica, siendo estos medicamentos altamente eficaces para controlar la producción excesiva de ácido y promover la cicatrización de las úlceras.
En pacientes que no pueden o rechazan someterse a cirugía, los IBP pueden ser utilizados para mantener el control de los síntomas, siempre y cuando sean capaces de brindar el alivio adecuado al paciente.
Es tener en cuenta que suspender el uso de los IBP en pacientes con síndrome de Zollinger-Ellison  es muy riesgoso, por lo que se deben seguir los protocolos adecuados antes de considerar la interrupción.
Posología:
- Omeprazol:
  - 60 mg por vía oral una vez al día inicialmente, aumentar gradualmente la dosis según respuesta, máximo 360 mg/día administrados en 1-3 dosis divididas.[15][16]

### Helicobacter pylori
Es coadyuvante en el tratamiento de primera línea, se incluye la terapia triple, la cual consiste en el uso de IBP combinándolos con dos antibióticos, también se encuentra la terapia cuádruple, que incluye un IBP, un bismuto y dos antibióticos. Se ha reportado una tasa de erradicación del 70% al 80% de los pacientes con estos regímenes.
Una revisión sistemática ha evaluado diferentes regímenes y sus respectivas duraciones, concluyendo que una duración más prolongada, de hasta 14 días en comparación con 7 días, se asocia con una mayor tasa de erradicación de la bacteria.
Para la confirmación de la presencia de la infección por H. pylori, sé utilizan métodos diagnósticos como prueba de antígenos en materia fecal, hemograma completo y prueba del aliento con urea.  Todos los regímenes de tratamiento contienen antibióticos, lo que puede causar diarrea, promover infecciones oportunistas e interferir con la absorción de otros medicamentos, incluidos los anticonceptivos orales.
La duración habitual del tratamiento es de 14 días cuando se utiliza la terapia triple con IBP, claritromicina y amoxicilina, o cuando se reemplaza la amoxicilina por metronidazol en caso de alergia a la penicilina. Se ha descrito un mayor riesgo de eventos neuropsiquiátricos con la terapia de erradicación que contiene claritromicina.
Después de terminar el esquema para el H. pylori, se debe continuar el omeprazol en esquema de tratamiento anti ulceroso si el paciente tiene diagnóstico de enfermedad ácido péptica.
Posología:
- Terapia Triple
- 1. Omeprazol o esomeprazol
  - 20 mg o 40 mg por vía oral dos veces al día durante 14 días

- 2. Claritromicina:
  - 500 mg por vía oral dos veces al día

- 3. Amoxicilina:
  - 1000 mg por vía oral dos veces al día

- Metronidazol (en caso de alergia a la penicilina):
  - 500 mg por vía oral tres veces al día[17]

- Terapia Cuádruple
- 1. Omeprazol o esomeprazol 
  - 20 mg o 40mg por vía oral dos veces al día

- 2. Subsalicilato de bismuto:
  - 300 mg por vía oral cuatro veces al día

- 3. Metronidazol:
  - 250 mg por vía oral cuatro veces al día o 500 mg por vía oral de tres a cuatro veces al día

- 4. Tetraciclina:
  - 500 mg por vía oral cuatro veces al día.[17]

### Gastritis
La gastritis se define, como una inflamación de la mucosa gástrica que puede ser causada por, infección de Helicobacter pylori, el consumo de antiinflamatorios no esteroideos (AINES) o el alcohol. Otras causas incluyen el estrés debido a la isquemia de la mucosa y la gastritis autoinmune. También existen formas menos comunes, como la gastritis flemonosa, que es causada por una infección bacteriana muy poco frecuente.
El diagnóstico se basa en los antecedentes clínicos del paciente y en los hallazgos histológicos característicos de la enfermedad. Si hay sospecha de infección por H. pylori, sé utilizan métodos diagnósticos como, la prueba del aliento con urea para Helicobacter pylori y hemograma completo.
Si hay presencia de síntomas sospechosos de neoplasia maligna en el tracto gastrointestinal superior, como sangrado gastrointestinal, anemia, saciedad temprana, pérdida de peso inexplicada (más del 10% del peso corporal), disfagia progresiva, odinofagia o vómitos persistentes, se requiere una endoscopia urgente para descartar otras enfermedades.
En pacientes con estado crítico de enfermedad, existe un alto riesgo de desarrollar sangrado gastrointestinal (GI) inducido por estrés, teniendo como principales factores de riesgo, la ventilación mecánica durante más de 48 horas, la presencia de coagulopatía, (tener un recuento de plaquetas inferior a 50 × 10⁹/L) y tener un tiempo parcial de tromboplastina dos veces mayor al rango normal.
Para pacientes en estado de riesgo, se recomienda el tratamiento con antagonistas de los receptores H₂ o con inhibidores de la bomba de protones (IBP). Otras alternativas de tratamiento incluyen el uso de sucralfato o misoprostol. Estas opciones ayudan a reducir el riesgo de sangrado gastrointestinal en pacientes críticos.
Posología:
- Omeprazol:
  - 40 mg por vía intravenosa cada 8 horas
- Esomeprazol:
  - 20-40 mg por vía intravenosa cada 24 horas[18][19]

Opciones secundarias:
- Sucralfato:
  - 1 g por vía oral cuatro veces al día
- Misoprostol:
  - 100-200 microgramos por vía oral cuatro veces al día[18][19]

### Úlcera péptídica
Las úlceras pépticas son generalmente caracterizadas por un dolor abdominal crónico en la parte superior del abdomen, relacionado con la ingesta de alimentos (dispepsia). Las causas más comunes de las úlceras pépticas son el uso de antiinflamatorios no esteroideos (AINE) y la infección por Helicobacter pylori.
En la exploración física, puede encontrar sensibilidad al tacto en la región del epigastrio, pero en muchos casos no se observan otros signos, para el diagnóstico de esta enfermedad es realizado mediante endoscopia, que puede mostrar úlceras en el estómago o en el duodeno proximal. También se debe buscar la presencia de la infección por H. pylori mediante la prueba de antígenos para H pylori en materia fecal.
En ausencia de síntomas o signos de alarma, es apropiado realizar pruebas y tratamiento para la infección por H. pylori o iniciar una terapia para la inhibición del ácido. Como complicación más frecuente de las úlceras pépticas está el sangrado del tracto gastro-duodenal y como la menos frecuente está perforación de la úlcera, siendo esta última potencialmente mortal. Ambos pueden ser síntomas presentes en pacientes que están en tratamiento con AINES.
Después de realizar una endoscopia y una transfusión de sangre en pacientes con úlceras pépticas, se recomienda un tratamiento con inhibidores de la bomba de protones (IBP) en altas dosis, administrados de forma continua o intermitente durante 3 días. Después de 72 horas, se recomienda continuar con un tratamiento oral dos veces al día con un IBP durante las dos primeras semanas.
La duración continua del tratamiento oral con IBP más allá de estas dos semanas dependerá de la naturaleza específica de la úlcera y de las necesidades individuales del paciente.
Posología:
- Esomeprazol u omeprazol
  - régimen continuo: 80 mg en bolo intravenoso administrados durante 30 minutos inicialmente, seguidos de una infusión de 8 mg/hora durante 72 horas, después cambiar a la dosis oral y continuar según las guías de práctica clínica locales.[20]

### Efectos adversos
Para la evaluación de las reacciones adversas (RAM) se tendrán en cuenta los criterios de la CIOSM.
| Reacciones adversas a omeprazol | Reacciones adversas a omeprazol | Reacciones adversas a omeprazol |
| ------------------------------- | ------------------------------- | ------------------------------- |
| Sistema implicado               | Grupo CIOSM                     | Tipo de reacción                |
| Sistema Nervioso                | Frecuente                       | Cefalea                         |
| Sistema Gastrointestinal        | Frecuentes                      | Náuseas                         |
| Sistema Gastrointestinal        | Frecuentes                      | Estreñimiento                   |
| Sistema Gastrointestinal        | Frecuentes                      | Flatulencias                    |
| Sistema Gastrointestinal        | Frecuentes                      | Diarrea                         |
| Sistema Músculo esquelético     | Raros                           | Artralgias                      |
| Sistema Músculo esquelético     | Raros                           | Miopatía subaguda               |
| Otros                           | Raros                           | Exantemas                       |
| Otros                           | Muy raro                        | LECS                            |

#### Deficiencia de Vitamina B12
La absorción de vitamina B12 está dada por el paso de pepsinógeno a pepsina, realizado por el ácido clorhídrico, la pepsina libera a la vitamina B12 de los alimentos que lo contienen, facilitando la absorción en el intestino delgado. Hasta el año 2010 estudios sobre el uso prolongado de IBP, como el omeprazol, en pacientes menores de 65 años, no mostraron alteraciones en los niveles séricos de vitamina B12. Sin embargo, en personas mayores de 65 años, existe el riesgo de deficiencia de vitamina B12 inducida por el uso crónico de omeprazol. La disminución de la vitamina B12 también juega un papel en la disminución de la actividad osteoblástica y la inducción de homocisteinemia.

#### Osteoporosis
En el año 2010, la Administración de Drogas y Medicamentos de los EEUU (FDA), emitió un reporte sobre la seguridad de los IBPs de venta sin receta y la posible asociación con un aumento de riesgo de fracturas de la cadera, muñeca y columna vertebral. 7 estudios publicados hasta el 2010  muestran un incremento de riesgo de fractura, en un periodo de exposición de 1 a 12 años, con una mayor frecuencia en ancianos. El mecanismo fisiopatológico de la asociación entre IBPs y el riesgo de osteoporosis y fractura, es todavía incierto, existe la hipótesis de una disminución de la absorción de calcio debida a la inhibición de la secreción de HCl inducida por estos fármacos. Se ha recomendado el uso racional de IBPs en pacientes mayores de 64 años o terapia sustitutiva como suplementos de calcio.

#### Riesgo de Infecciones
La acidez gástrica es una barrera para el ingreso de bacterias viables al tracto intestinal, la elevación del pH inducido por el omeprazol puede alterar esta función y conducir a un aumento del riesgo de infecciones como Clostridium difficile y neumonía. Un estudio publicado en el año 2007, analizando 12 estudios, reveló un aumento del riesgo de infección por Clostridium difficile de 2 a 3 veces en paciente con terapia supresora de ácido, el riesgo fue mayor en los consumidores de omeprazol comparado con fármacos anti H2. Otro estudio publicado el 2010 ha encontrado que el consumo de omeprazol aumenta el riesgo de recurrencia de infección por C. Difficile hasta en un 42%. Se ha recomendado el uso racional de este medicamento en pacientes con riesgos adicionales de infección intestinal (viajeros a lugares de alto riesgo, pacientes hospitalizados usando antibióticos y adultos mayores frágiles).
La relación entre omeprazol y riesgo de neumonía ha sido analizado en un metaanálisis publicado en el año 2010, en los 6 estudios analizados se encontró un incremento en riesgo (1.36 veces) en el grupo con IBPs, un hallazgo interesante fue que los usuarios de estos fármacos por un corto periodo de tiempo superaban en riesgo a los crónicos.

#### Hipomagnesemia
Se ha reportado hipomagnesemia grave en pacientes tratados con inhibidores de la bomba de protones, como omeprazol, por un mínimo de tres meses, y un año en la mayoría de los casos. Como manifestaciones de la hipomagnesemia grave tenemos fatiga, tetania, delirio, etc. las cuales pueden iniciar insidiosamente y no ser notados. En la mayoría de los pacientes afectados, la hipomagnesemia mejora después del reemplazo con magnesio y la discontinuación de IBPs. Para los pacientes en los que se espera un tratamiento prolongado o que toman IBPs con digoxina o fármacos que pueden causar hipomagnesemia (por ejemplo, diuréticos), los profesionales de la salud deben considerar la medición de los niveles de magnesio antes de iniciar y durante el tratamiento con IBP.

#### Demencia
Los folatos y la vitamina B12 son fundamentales en la función del sistema nervioso central (SNC), especialmente en la conversión de la homocisteína a metionina mediada por la metionina sintasa, que desempeña funciones en la prevención de trastornos del estado de ánimo y demencias, incluida la enfermedad de Alzheimer y la demencia vascular en personas de edad avanzada, por lo que la deficiencia secundaria al consumo de IBP puede tener repercusión.
En 73,679 pacientes mayores de 75 años de edad sin demencia al inicio del estudio, ajustando factores de confusión (edad, sexo, comorbilidades y polifarmacia), los pacientes que recibieron IBP (n=2950) tuvieron un riesgo significativamente mayor de demencia en comparación con los pacientes que no lo recibieron (n=70 729). En otro estudio, los IBP no incrementaron el riesgo de EA entre 70,718 pacientes finlandeses.

### Sobredosis
Existe información limitada sobre los efectos de la sobredosis con omeprazol, hasta el momento se han logrado describir dosis desde los 560 mg hasta los 2.400 mg, como síntomas relacionados tenemos:
- Confusión
- Somnolencia
- Visión borrosa
- Taquicardia
- Náuseas
- Transpiración
- Xerostomía
- Vómitos
- Cefalea

Estos síntomas han sido descritos como transitorios y sin graves repercusiones a largo plazo.

### Presentaciones
| Denominación Genérica  | Forma Farmacéutica           | Presentaciones y Características                         | Laboratorio  |
| ---------------------- | ---------------------------- | -------------------------------------------------------- | ------------ |
| Omeprazol              | Cápsula                      | Caja con 14/16/30 cápsulas de 20 mg                      | Varios       |
| Omeprazol              | Tabletas                     | Caja con 14 tabletas de 20 mg                            | Varios       |
| Omeprazol (Losec Mups) | Tabletas (cubierta entérica) | Frasco con 14 tabletas de 20 mg de (Omeprazol Magnésico) | AstraZeneca® |
| Omeprazol              | Suspensión Oral              | Frasco con gránulos para preparar suspensión oral        | Varios       |
| Omeprazol              | Solución Inyectable          | Ampolla con solución inyectable de 40 mg                 | Varios       |

## Precauciones
- La suspensión brusca de los IBPs, produce una hipersecreción ácida de rebote. Generalmente, esto sucede después de 8 semanas de tratamiento y se restablece 8 semanas después. La suspensión de los IBPs exacerba la sintomatología gástrica y puede condicionar al paciente a seguir tomando la medicación. Para prevenir este fenómeno se ha sugerido reducir la duración del tratamiento (2 semanas), evitar la suspensión brusca (reducción paulatina) o pasar a inhibidores de los receptores H2 (ranitidina) por 4 semanas.[2]

- Las formas farmacéuticas con cubierta entérica no deben ser trituradas o masticadas, esto puede alterar la absorción, eficacia y seguridad.[22]

- La respuesta sintomática al tratamiento con omeprazol no excluye la presencia de una neoplasia maligna gástrica. Ante la presencia de cualquier síntoma de alarma (pérdida significativa de peso no intencional, vómito recurrente, disfagia, etc.) o cuando se sospeche o esté presente úlcera gástrica, debe excluirse malignidad, ya que el tratamiento puede aliviar la sintomatología y retrasar el diagnóstico.[22]

### Embarazo
- Aun cuando no se han reportado casos de teratogénesis en embarazadas a las que se les ha administrado omeprazol durante este periodo se recomienda limitar el uso de omeprazol a los casos estrictamente necesarios, al igual que otros medicamentos, omeprazol no debería administrarse a menos que los beneficios superen los riesgos y bajo estricta supervisión médica.[22][7][25]

- Se sabe que el omeprazol se excreta a través de la leche materna, por lo cual se recomienda evitar el uso durante este periodo, además según la FDA este medicamento es de categoría B1.[22][7][25]

## Uso veterinario
Se ha utilizado en animales, como perros y gatos, para tratar condiciones como el reflujo ácido y las úlceras gastrointestinales. Se debe medicar bajo la supervisión y prescripción de un veterinario, quien determinará la dosis y duración adecuada para el animal específico, el peso, el estado de salud y las necesidades individuales.

## Controversias
Existe controversia sobre la eficacia del esomeprazol sobre el omeprazol. Sin embargo, una comparación de los resultados clínicos de estos fármacos puede revelar la justificación para cambiar del omeprazol al esomeprazol. El omeprazol y el esomeprazol han sido objeto de muchos ensayos controlados aleatorios, estudios de cohortes y de casos y controles. Estos estudios y las revisiones sistemáticas posteriores, normalmente compararon dosis no comparables, es decir, 40 mg de esomeprazol frente a 20 mg de omeprazol.
Dado que los enantiómeros del omeprazol son equipotentes, se realizó un metaanálisis, publicado en el 2015, comparando los resultados de dosis iguales de cada medicamento para ver si ambos realmente difieren en su eficacia o si la superioridad informada del esomeprazol es solo un efecto de la dosis. Se analizaron 14 estudios donde se encontró que el esomeprazol pareció ser tan efectivo como el omeprazol cuando se usó en dosis equivalentes en tratamientos de úlceras como parte de la terapia triple y en el control del pH intragástrico de 24 h. La potencia y efectividad de una dosis de esomeprazol se compensa con más dosis de omeprazol.